# Estadi 19 de Maig de 1956
L'Estadi 19 de Maig de 1956 (francès: Stade du 19 Mai 1956; àrab: ملعب 19 ماي 1956, Malʿab 19 Māy 1956) és un estadi de futbol de la ciutat d'Annaba, Algèria. Té una capacitat per a 56.000 espectadors i és la seu del club USM Annaba.
Va ser inaugurat el 10 de juny de 1987, amb un partit entre Algèria i Sudan. Va ser seu del Campionat Africà d'atletisme de 1988.